# Římskokatolická farnost Měrunice
Římskokatolická farnost Měrunice (lat. Meronicium) je církevní správní jednotka sdružující římské katolíky na území obce Měrunice a v jejím okolí. Organizačně spadá do lounského vikariátu, který je jedním z 10 vikariátů litoměřické diecéze. Centrem farnosti je kostel sv. Stanislava z Krakova v Měrunicích.

## Historie farnosti
Od roku 1352 je v místě písemně doložitelná plebánie. Roku 1661 byla kanonicky obnovena fara a zřízena farnost. Od tohoto roku jsou také vedeny matriky.

### Duchovní správcové vedoucí farnost
Začátek působnosti jmenovaného v duchovní správě farnosti od:
- 1661 Nicolaus Anton. Podhorský
- 1688 Mathias Franc. Weiss
- 1709 Ioann. Wenc. Kroupa
- 1722 Christ. Ign. Teigl
- 1733 Jos. Petz
- 1751 Florian. Seibt
- 1766 Anton. Waczek
- 1788 Martin Engelthaler, † 13. 1. 1809
- 1810 Ioan. Güssmann, nar. 6. 5. 1757 Svinčice, o. 21. 12. 1781
- 1825 Anton. Günther, nar. 11. 11. 1767 Jiřetín p. J, o. 26. 7. 1791, † 21. 5. 1830
- 1831 Jac. Gerlach, nar. 29. 6. 1782 Eichsfeld. Duderstad. o. 30. 8. 1806
- 1836 Car. Tschernickl, nar. 22. 5. 1784 Č. Zlatníky, o. 31. 8. 1807, † 14. 6. 1852
- 1853 Franc. Klee, nar. 6. 11. 1806 Ervěnice, o. 4. 8. 1830
- 1857 Math. Eisbrich, nar. 24. 2. 1818 Litoměřice, o. 29. 7. 1841, † 11. 1. 1871
- 1872 Franc. Stolz, nar. 23. 11. 1831 Mšeno, o. 25. 7. 1857, † 8. 10. 1915
- 1876 (latinsky) par. vacat,[p 2] admin. int. Jos. Doležel
- 1877 Venc. Gaudek, nar. 20. 9. 1822 Litoměřice, o. 4. 7. 1848, † 18. 1. 1905
- 1896 (latinsky) par. vacat,[p 2] admin. int. Franc. Theuser
- 1897 Bernard Jahn, Ord. Sep. Dom., nar. 8. 12. 1840 Deutzendorf., o. 30. 6. 1864, † 5. 7. 1918
- 1899 (latinsky) par. vacat,[p 2] admin. int. Jos. Kazda
- 1899 Venc. Fišer, nar. 19. 12. 1851 Petrovice, o. 19. 7. 1879, † 23. 5. 1900
- 1901 Joan. Himmer, nar. 8. 10. 1852 Praha, o. 20. 7. 1878, † 6. 4. 1935
- 1921 (latinsky) par. vacat,[p 2] admin. interc. Joan. Himmer
- 1922 Car. Rob. Eckard, nar. 13. 6. 1874 Beuren (D), o. 12. 6. 1897, † 11. 11. 1926
- 1927 (latinsky) par. vacat,[p 2] admin. interc. Rud. Hubert
- 1928 Anton. Hausmann, nar. 30. 1. 1880 Niederullersdorf. o. 15. 7. 1906, † 7. 10. 1932
- 1933 Osc. Kretschmer, nar. 8. 11. 1900 Niederberzdorf. o. 28. 6. 1925, † 13. 9. 1935
- 1936 (latinsky) par. vacat,[p 2] admin. excurr. Friedrich Wieden
- 1938 Josef Schubert, nar. 1. 2. 1906 Oschitz, o. 29. 6. 1931
- 1. 10. 1946 Štěpán Půček
- 1. 7. 1969 Josef Petrucha
- 1. 7. 1972 Pavel Zelina
- 1. 6. 1977 Josef Kordík
- 1. 5. 1981 Jozef Piroh
- 1. 5. 1993 Werner Horák, admin. exc. z Loun
- 1. 11. 2002 Pavel Michal, admin. exc. z Libčevse
- 1. 1. 2008 Werner Horák, admin. exc. z Loun
- 1. 1. 2020 Vít Machek, admin. exc. z Loun
- 15. 3. 2023 Lukáš Hrabánek, admin. exc. z Loun
- 1. 10. 2023 Wojciech Szostek, admin. exc. z Loun[3]

Kromě kněží stojících v čele farnosti, působili ve farnosti v průběhu její historie i jiní kněží. Většinou pracovali jako farní vikáři, kaplani, katecheté, výpomocní duchovní aj.

## Území farnosti
Do farnosti náleží území obce:
- Červený Újezd (Roth Aujezd)[p 3]
- Hořenec (Horzenz)[p 3]
- Měrunice (Meronitz)[p 3]
- Řisuty (Rissut)[p 3]
- Žichov (Schichhof,[2] Schichow[4])[p 3]

## Římskokatolické sakrální stavby na území farnosti
| | Fotografie | Stavba                          | Místo         | Bohoslužby                      | Zeměpisné souřadnice             | Status          | Číslo kulturní památky           |
| Kostely | Kostely    | Kostely                         | Kostely       | Kostely                         | Kostely                          | Kostely         | Kostely                          |
| --- | ---------- | ------------------------------- | ------------- | ------------------------------- | -------------------------------- | --------------- | -------------------------------- |
| 1. |            | Kostel sv. Stanislava z Krakova | Měrunice      | bližší informace o bohoslužbách | 50°28′40″ s. š., 13°49′ v. d.    | farní kostel    | 43651/5-4818 (Pk•MIS•Sez•Obr•WD) |
| 2. |            | Kostel sv. Bernarda z Clairvaux | Řisuty        | bližší informace o bohoslužbách | 50°28′21″ s. š., 13°51′28″ v. d. | filiální kostel | 43400/5-1392 (Pk•MIS•Sez•Obr•WD) |
| Kaple |            |                                 |               |                                 |                                  |                 |                                  |
| 3. |            | Kaple Panny Marie               | Červený Újezd | —                               | 50°29′23″ s. š., 13°50′38″ v. d. | kaple           | —                                |
| 4. |            | Kaple                           | Hořenec       | —                               |                                  | kaple           | —                                |
| 5. |            | Kaple                           | Žichov        | —                               |                                  | kaple           | —                                |
| Některé drobné sakrální stavby a pamětihodnosti lze dohledat zde v databázi Drobné sakrální památky Zaniklé sakrální stavby lze dohledat zde v databázi Poškozené a zničené kostely, kaple a synagogy v České republice |            |                                 |               |                                 |                                  |                 |                                  |

Ve farnosti se mohou nacházet i další drobné sakrální stavby, místa římskokatolického kultu a pamětihodnosti, které neobsahuje tato tabulka.

## Příslušnost k farnímu obvodu
Z důvodu efektivity duchovní správy byl vytvořen farní obvod (kolatura) farnosti-děkanství Louny, jehož součástí je i farnost Měrunice, která je tak spravována excurrendo.